# Valencogne
Valencogne este o comună în departamentul Isère din sud-estul Franței. În 2009 avea o populație de 596 de locuitori.

## Evoluția populației
| An        | 1975 | 1982 | 1990 | 1999 | 2006 | 2009 |
| --------- | ---- | ---- | ---- | ---- | ---- | ---- |
| Populație | 326  | 317  | 410  | 458  | 556  | 596  |